# Pierre Le Pesant de Boisguilbert

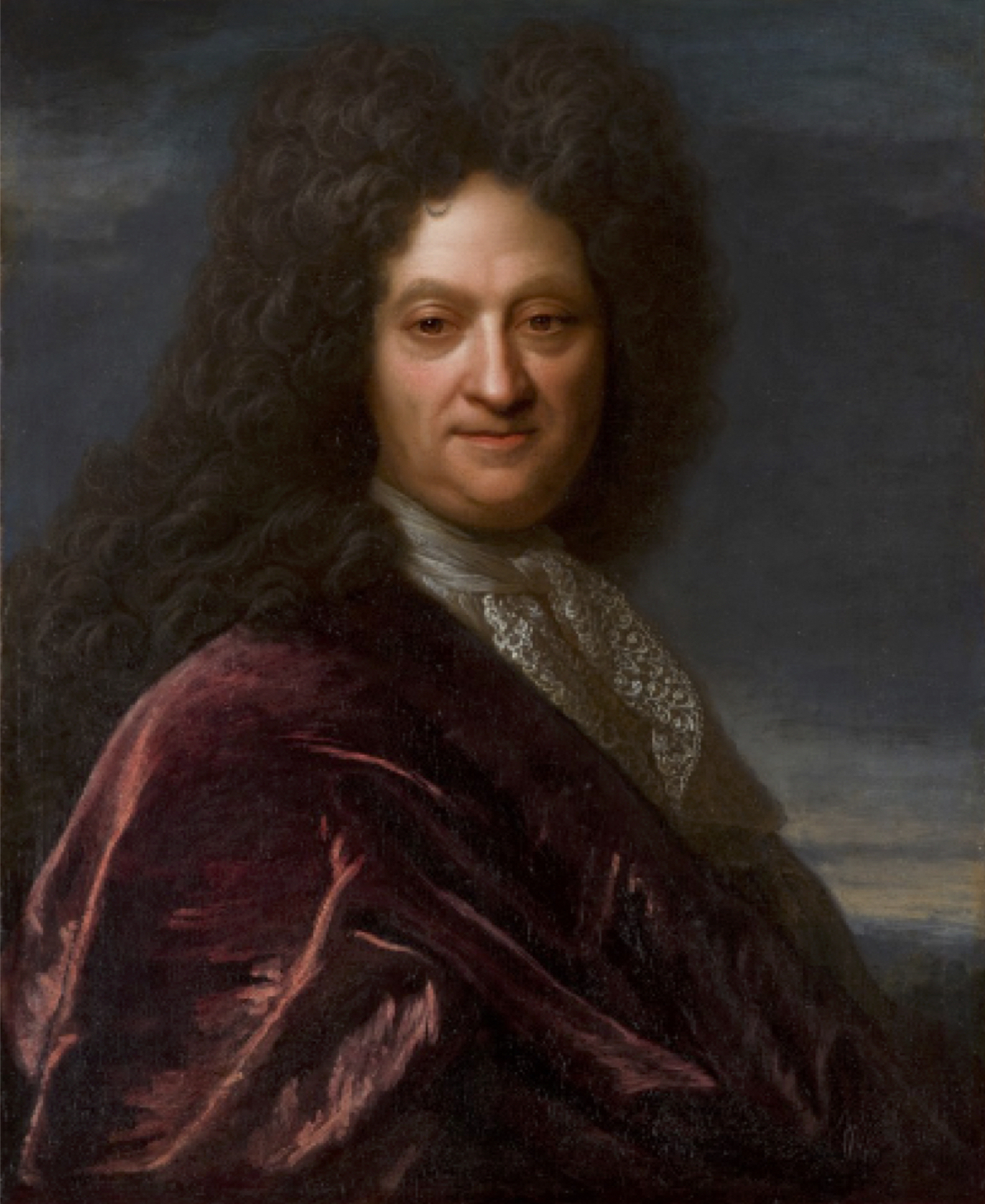
Boisguilbert

Pierre Le Pesant de Boisguilbert, född 17 februari 1646 och död 10 oktober 1714, var en fransk nationalekonom.
Boisguilbert angrep i ett flertal skrifter, bland annat Le détail de la France sous le règne de Louis XIV (1697), den härskande merkantilistiska åskådningen och framhöll jordbrukets betydelse för samhällets ekonomi. Han betraktade marknaden som ett självreglerande system och menade att statens roll i ekonomin borde minimeras och att prisregleringar på allt utom spannmål borde upphöra. Det viktigaste för att nå välstånd i ett land var balans mellan utbud och efterfrågan, och detta menade han att marknaden skulle klara bäst på egen hand, utan ingrepp från staten. Pierre Le Pesant de Boisguilbert kan betraktas som en föregångare till fysiokraterna och hans skrifter är idag viktiga för att förstå de ekonomiska förhållandena i dåtidens Frankrike, som var det land han särskilt studerade. de Boisguilberts samlade arbeten utgavs 1707 under titeln Le détail de la France.